# Anil Kapoor
Anil Kapoor (Bombay, 24 december 1956) is een Indiase acteur en filmregisseur. Hij is in meer dan honderd Hinditalige films, internationale films en televisieseries is verschenen. Hij is de zoon van filmproducer Surinder Kapoor. 

## Biografie
Anil Kapoor werd op 24 december 1956 in Bombay geboren, als zoon van filmproducer Surinder Kapoor en Nirmal Kapoor. Hij is de tweede van vier kinderen. Zijn oudere broer Boney Kapoor is filmproducent, terwijl zijn jongere broer Sanjay Kapoor een acteur is. Zijn zus is Reena Kapoor. Hij kreeg in 2017 een eigen wassenbeeld in het Madame Tussauds.
Kapoor is samen met zijn dochter Sonam Kapoor te zien in de film Ek Ladki Ko Dekha Toh Aisa Laga. Met zijn zoon Harshvardhan Kapoor is hij te zien in Thar en met zijn beide kinderen in  AK vs AK.

## Privéleven
In 1984 trouwde Kapoor met Sunita Bhavnani, een kostuumontwerper met wie hij twee dochters en een zoon heeft. Hun oudste dochter Sonam Kapoor (geboren in 1985) is een actrice, hun jongste dochter Rhea Kapoor (geboren in 1987) is een filmproducent en hun zoon Harshvardhan Kapoor (geboren in 1990) is ook een acteur. 

## Filmografie
| Jaar | Film                                 | Rol                                         | Notitie                      |
| ---- | ------------------------------------ | ------------------------------------------- | ---------------------------- |
| 1979 | Hamare Tumhare                       | Vipin                                       |                              |
| 1980 | Ek Baar Kaho                         |                                             |                              |
| 1980 | Hum Paanch                           | Aadesh                                      | gastoptreden                 |
| 1980 | Vamsa Vriksham                       | Seshu                                       | Telugu film                  |
| 1982 | Shakti                               | Ravi Kumar                                  |                              |
| 1983 | Pallavi Anu Pallavi                  | Vijay                                       |                              |
| 1983 | Woh Saat Din                         | Prem Pratap Patailawale                     |                              |
| 1984 | Mashaal                              | Raja                                        |                              |
| 1984 | Andar Baahar                         | Raja                                        |                              |
| 1984 | Laila                                | Kumar Deshraj Singh                         |                              |
| 1984 | Love Marriage                        | Rajesh                                      |                              |
| 1985 | Saaheb                               | Suni Sharma                                 |                              |
| 1985 | Yudh                                 | advocaat Avinash Goel                       |                              |
| 1985 | Mohabbat                             | Shekhar                                     |                              |
| 1985 | Meri Jung                            | Arun Verma                                  |                              |
| 1986 | Kahan Kahan Se Guzar                 |                                             |                              |
| 1986 | Pyaar Ka Sindoor                     | Anil                                        |                              |
| 1986 | Chameli Ki Shaadi                    | Charandas                                   |                              |
| 1986 | Aap Ke Saath                         | Vimal                                       |                              |
| 1986 | Janbaaz                              | Amar Singh                                  |                              |
| 1986 | Pyar Kiya Hai Pyar Karenge           | Anand                                       |                              |
| 1986 | Karma                                | Johnny/ Gyaneshwar                          |                              |
| 1986 | Insaaf Ki Awaaz                      | Ravi Kumar                                  |                              |
| 1987 | Itihaas                              | Vijay Singhal                               |                              |
| 1987 | Mr. India                            | Arun Verma/ Mr. India                       |                              |
| 1987 | Hifazat                              | Ram Kumar/ Raj Kumar                        |                              |
| 1987 | Thikana                              | Ravi                                        |                              |
| 1988 | Kasam                                | agent Krishna Kumar Singh                   |                              |
| 1988 | Ram-Avtar                            | Avtar                                       |                              |
| 1988 | Vijay                                | Arjun                                       |                              |
| 1988 | Sone Pe Suhaaga                      | Ravi Kumar/ Joginder                        |                              |
| 1988 | Tezaab                               | Mahesh Deshmukh                             |                              |
| 1988 | Inteqam                              | Vikram Dixit                                |                              |
| 1989 | Ram Lakhan                           | agent Lakhan Pratap Singh                   |                              |
| 1989 | Joshilaay                            | Karan                                       |                              |
| 1989 | Eeshwar                              | Ishwarchand Vishnunath Brahmanand           |                              |
| 1989 | Rakhwala                             | Vikram Bose                                 |                              |
| 1989 | Abhimanyu                            | Mannu/ Abhimanyu America Puri/ Abdul Jabbar |                              |
| 1989 | Aag Se Khelenge                      | agent Ravi Saxena/ Raja Saxena              |                              |
| 1989 | Kala Bazaar                          | Vijay                                       |                              |
| 1989 | Parinda                              | Karan                                       |                              |
| 1990 | Awaargi                              | Azad                                        |                              |
| 1990 | Kishen Kanhaiya                      | Kishen/ Kanhaiya                            |                              |
| 1990 | Ghar Ho To Aisa                      | Amar Jhaveri                                |                              |
| 1990 | Jeevan Ek Sangharsh                  | Karan                                       |                              |
| 1990 | Amba                                 | Suraj Pathak                                |                              |
| 1990 | Jamai Raja                           | Raja                                        |                              |
| 1991 | Jigarwala                            | Amar Singh                                  |                              |
| 1991 | Benaam Badsha                        | Deepak                                      |                              |
| 1991 | Pratikar                             | Krishna Srivastav                           |                              |
| 1991 | Lamhe                                | Virendra Pratap Singh                       |                              |
| 1992 | Beta                                 | Raju                                        |                              |
| 1992 | Zindagi Ek Jua                       | Harikishan                                  |                              |
| 1992 | Humlaa                               | Shiva                                       |                              |
| 1992 | Khel                                 | Devdas/ Arun Kumar                          |                              |
| 1992 | Heer Ranjha                          | Deedho/ Ranjha                              |                              |
| 1992 | Apradhi                              | Shiva                                       |                              |
| 1993 | Roop Ki Rani Choron Ka Raja          | Ramesh Verma/ Romeo                         |                              |
| 1993 | Guru Dev                             | Guru                                        |                              |
| 1994 | Laadla                               | Raju                                        |                              |
| 1994 | Andaz                                | Ajay                                        |                              |
| 1994 | 1942: A Love Story                   | Naren Singh                                 |                              |
| 1994 | Mr. Azaad                            | Azaad                                       |                              |
| 1995 | Trimurti                             | Anand Singh/ Sikander                       |                              |
| 1996 | Rajkumar                             | Rajkumar                                    |                              |
| 1996 | Loafer                               | Ravi Kumar                                  |                              |
| 1996 | Mr. Bechara                          | Anand Verma                                 |                              |
| 1997 | Judaai                               | Raj                                         |                              |
| 1997 | Virasat                              | Shakti Thakur                               |                              |
| 1997 | Deewana Mastana                      | Raj Kumar/ agent Bansi Rao                  |                              |
| 1997 | Chandralekha                         |                                             | Malayalam film, gastoptreden |
| 1998 | Kabhi Na Kabhi                       | Rajeshwar                                   |                              |
| 1998 | Gharwali Baharwali                   | Arun                                        |                              |
| 1998 | Jhooth Bole Kauwa Kaate              | Shanker Sharma/ Ramanuj                     |                              |
| 1999 | Hum Aapke Dil Mein Rehte Hain        | Vijay                                       |                              |
| 1999 | Biwi No.1                            | Lakhan                                      |                              |
| 1999 | Mann                                 | Raj                                         |                              |
| 1999 | Taal                                 | Vikrant Kapoor                              |                              |
| 2000 | Bulandi                              | Dharamraj Thakur/ Arjun Thakur              |                              |
| 2000 | Pukar                                | Majoor Jaidev Rajvansh                      |                              |
| 2000 | Hamara Dil Aapke Paas Hai            | Avinash                                     |                              |
| 2000 | Karobar                              | Rajiv                                       |                              |
| 2001 | Lajja                                | Raju                                        |                              |
| 2001 | Nayak                                | Shivaji Rao Gaekwad                         |                              |
| 2002 | Badhaai Ho Badhaai                   | Raja                                        |                              |
| 2002 | Om Jai Jagadish                      | Om Batra                                    |                              |
| 2002 | Rishtey                              | Suraj Singh                                 |                              |
| 2003 | Armaan                               | Dr. Akash Sinha                             |                              |
| 2003 | Calcutta Mail                        | Avinash                                     |                              |
| 2004 | Musafir                              | Lucky                                       |                              |
| 2005 | Bewafaa                              | Aditya Sahai                                |                              |
| 2005 | My Wife's Murder                     | Ravi Patwardhan                             |                              |
| 2005 | No Entry                             | Kishen                                      |                              |
| 2005 | Chocolate                            | advocaat Krishan Pundit                     |                              |
| 2006 | Humko Deewana Kar Gaye               | Karan Oberoi                                |                              |
| 2006 | Darna Zaroori Hai                    | Karan Chopra                                |                              |
| 2007 | Salaam-e-Ishq: A Tribute To Love     | Vinay                                       |                              |
| 2007 | Welcome                              | Sagar Pandey/ Majnu Bhai                    |                              |
| 2008 | My Name is Anthony Gonsalves         |                                             | gastoptreden                 |
| 2008 | Black & White                        | Rajan Mathur                                | gastoptreden                 |
| 2008 | Race                                 | agent Robert D'Costa                        |                              |
| 2008 | Tashan                               | Lakhan Singh Ballebaaz                      |                              |
| 2008 | Slumdog Millionaire                  | Prem Kumar                                  |                              |
| 2008 | Yuvvraaj                             | Gyanesh Yuvvraaj                            |                              |
| 2009 | Shortcut: The Con is on              |                                             | nummer "Mareeze Mohabbat"    |
| 2009 | Wanted                               |                                             | nummer "Jalwa"               |
| 2010 | No Problem                           | agent Arjun Singh                           |                              |
| 2011 | Mission: Impossible – Ghost Protocol | Brij Nath                                   |                              |
| 2012 | Tezz                                 | Arjun                                       |                              |
| 2013 | Race 2                               | agent Robert D'Costa                        |                              |
| 2013 | Shootout at Wadala                   | agent Afaaque Baaghran                      |                              |
| 2013 | Bombay Talkies                       |                                             | nummer "Apna Bombay Talkies" |
| 2013 | Mahabharat 3D Film                   | Karna                                       | stemacteur                   |
| 2014 | Dil Dhadakne Do                      | Kamal Mehra                                 |                              |
| 2014 | Welcome Back                         | Majnu bhai                                  |                              |
| 2017 | Mubarakan                            | Kartar Singh Bajwa                          |                              |
| 2018 | Race 3                               | Shamsher Singh                              |                              |
| 2018 | Fanney Khan                          | Prashant Kumar Sharma/ Fanney Khan          |                              |
| 2018 | Mowgli: Legend of the Jungle         | Baloo                                       | stemacteur                   |
| 2019 | Ek Ladki Ko Dekha Toh Aisa Laga      | Balbir Chaudhary                            |                              |
| 2019 | Total Dhamaal                        | Avinash Patel                               |                              |
| 2019 | The Zoya Factor                      | AK                                          | gastoptreden                 |
| 2019 | Pagalpanti                           | WiFi bhai                                   |                              |
| 2020 | Malang                               | agent Anjaney Agashe                        |                              |
| 2020 | AK vs AK                             | zichzelf                                    | Netflix film                 |
| 2022 | Thar                                 | agent Surekha Singh                         | Netflix film                 |
| 2022 | Jugjugg Jeeyo                        | Bheem Saini                                 |                              |
| 2023 | Thank You for Coming                 | professor                                   | gastoptreden                 |
| 2023 | Animal                               | Balbir Singh/ Kailash Petkar                |                              |
| 2024 | Fighter                              | Rakesh Jai Singh                            |                              |
| 2024 | Savi                                 | Joydeep Paul                                |                              |
| 2025 | War 2                                | Vikrant Kaul                                |                              |

### Productie
- 2002: Badhaai Ho Badhaai
- 2005: My Wife's Murder
- 2007: Gandhi, My Father
- 2009: Shortcut: The Con is On
- 2010: Aisha
- 2010: No Problem
- 2014: Khoobsurat
- 2018: Veere Di Wedding
- 2018: Fanney Khan
- 2022: Thar
- 2023: Thank You for Coming